# Journal of Ethnopharmacology
Das Journal of Ethnopharmacology, abgekürzt J. Ethnopharmacol. ist eine wissenschaftliche Zeitschrift, die vom Elsevier-Verlag veröffentlicht wird. Es handelt sich um die offizielle Zeitschrift der International Society for Ethnopharmacology. Die erste Ausgabe erschien im Januar 1979. Derzeit werden 18 Ausgaben im Jahr veröffentlicht. Die Zeitschrift widmet sich dem Informationsaustausch über die Nutzung von Pflanzen, Pilzen, Tieren, Mikroorganismen und Mineralien durch den Menschen. Einen besonderen Schwerpunkt stellen ethnopharmakologische (auch ethnobotanische und ethnochemische) Studienansätze dar.
Der Impact Factor lag im Jahr 2014 bei 2,998. Nach der Statistik des ISI Web of Knowledge wird das Journal mit diesem Impact Factor in der Kategorie Pharmakologie und Pharmazie an 79. Stelle von 254, in der Kategorie Botanik an 41. Stelle von 200 Zeitschriften, in der Kategorie medizinische Chemie an 18. Stelle von 59 Zeitschriften und in der Kategorie integrative und komplementäre Medizin an dritter Stelle von 24 Zeitschriften geführt.
Chefherausgeber ist Robert Verpoorte, Universität Leiden, Niederlande.